# Инфравидовые ранги

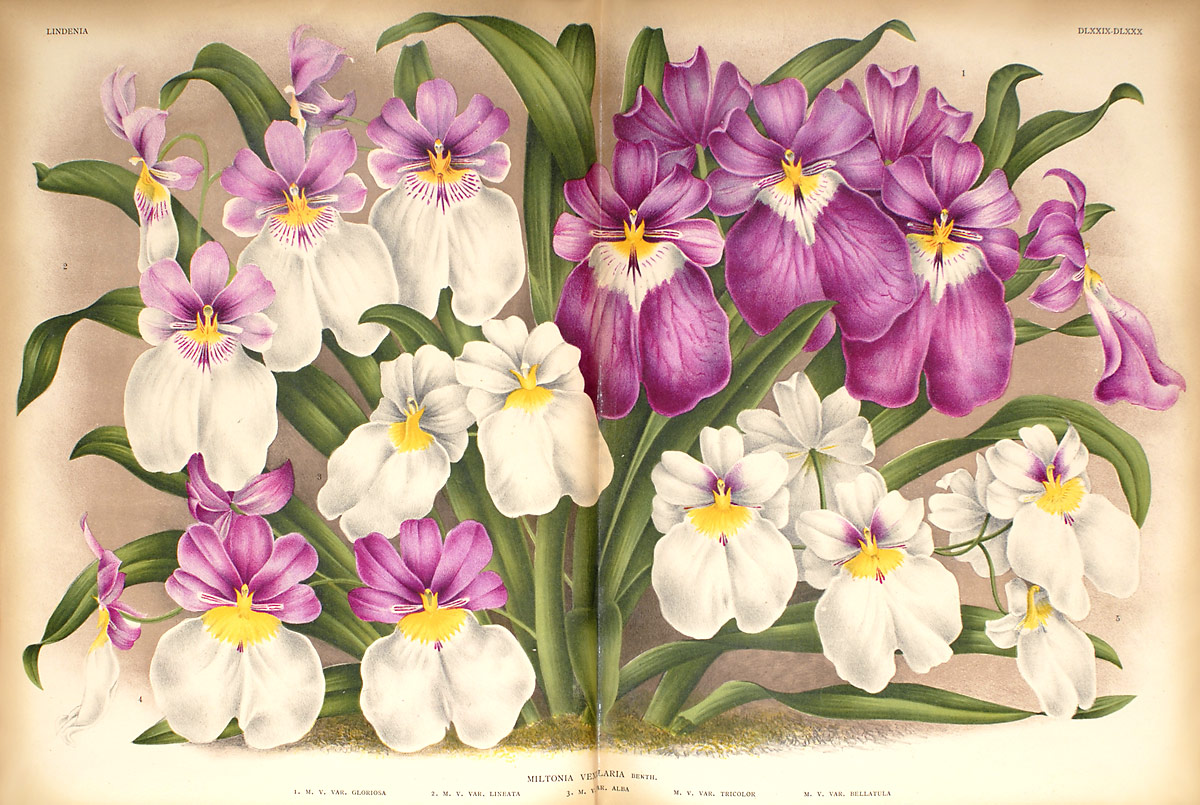
Пять разновидностей. Ботаническая иллюстрация из книги «Lindenia Iconographie des Orchidées», 1897 год

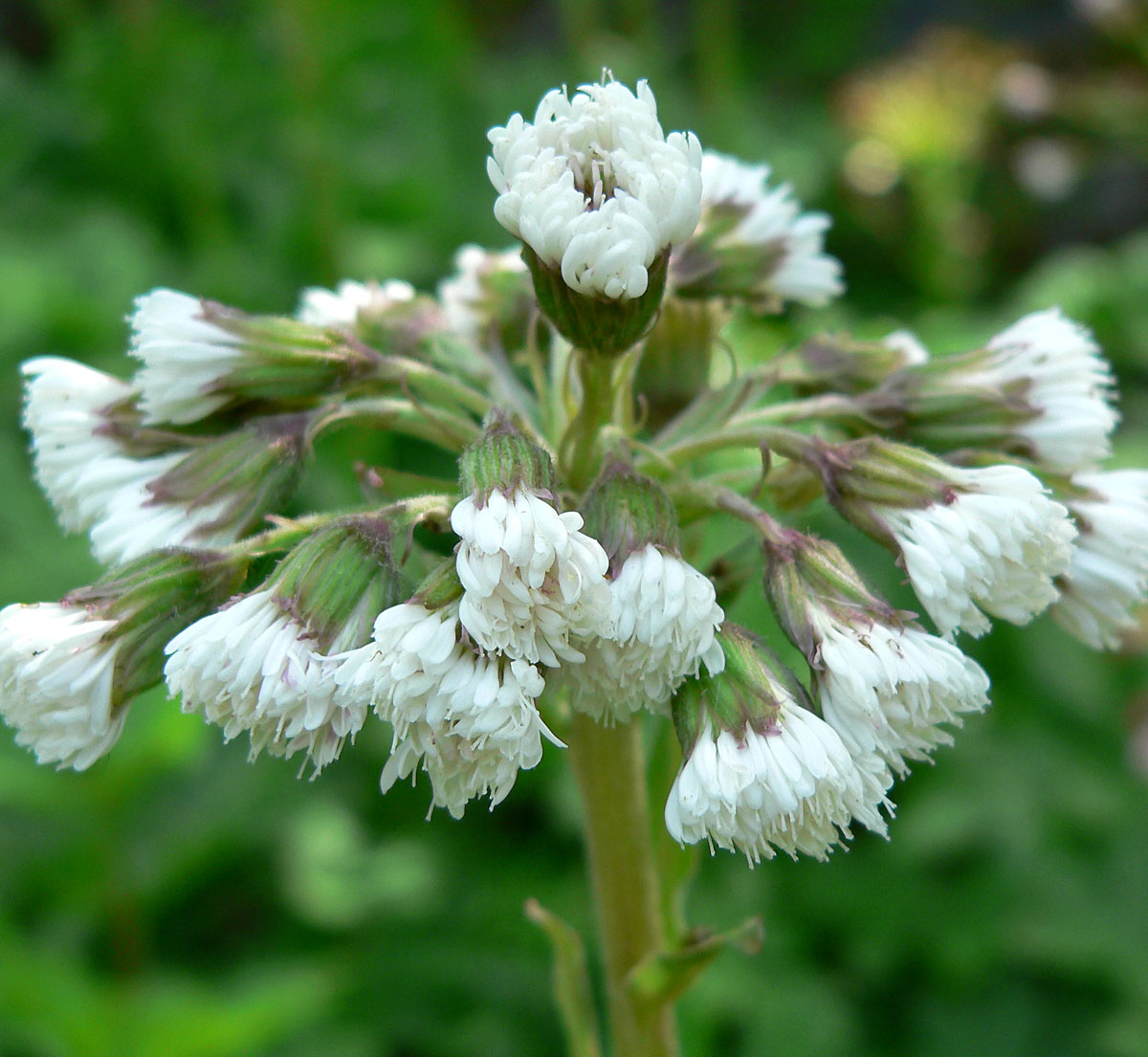
Одна из разновидностей белокопытника холодного —

Внутривидовы́е (инфравидовы́е) ра́нги биологи́ческих таксо́нов — ранги, которые в таксономической иерархии находятся ниже ранга вида.

## Перечни рангов
Перечни таких рангов, как и их названия, различаются в различных кодексах биологической номенклатуры.

### Ботаника
В ботанике используются пять внутривидовых рангов (в порядке понижения уровня), хотя по мнению проф. Ю. Д. Соскова реальных только три (подвид, разновидность, форма):
- подвид (лат. subspecies), у определённых видов часто отождествляется с географической расой, иногда с экологической; подвид подчиняется «закону дивергенции Чарльза Дарвина»[3][4].
- разновидность (лат. varietas), то же, что и экотип по Г. Турессону (1922) и Е. Н. Синской (1948), по В. Л. Комарову (1944) — топографическая разность, то есть экологическая раса, подчиняется принципу конкурентного исключения Г. Ф. Гаузе. В одном ботанико-географическом районе, как правило, произрастает по несколько разновидностей (экотипов). В системе ВИР принято объединять близкие экотипы или сортотипы в группы экотипов или группы сортотипов (convarietas), что не противоречит Международному кодексу ботанической номенклатуры (2009)[5]
- подразновидность (лат. subvarietas).
- форма (лат. forma), таксон отражает индивидуальную изменчивость. Смотрите схему полиморфного дикого и культурного вида по степени эколого-географической обособленности таксона[2].
- подформа (лат. subforma).

Формами называют, как правило, группы индивидуумов популяции, морфологические различия между которыми определяются незначительным числом наследуемых признаков (нередко единственным признаком). Например, единственным отличием формы Gymnocalycium mihanovichii var. friedrichii f. rubra от прочих растений, относящихся к этой разновидности, является красный цвет стебля. Формы, как таксоны индивидуальной изменчивости, подчиняются закону Харди — Вайнберга. Помимо этого, в индивидуальной изменчивости максимально проявляются закон гомологических рядов Н. И. Вавилова в наследственной изменчивости и три закона Менделя (Сосков, Кочегина, 2010 и др.). Для таксона forma характерно отсутствие географической и экологической определённости.

### Зоология
В зоологии используются два внутривидовых ранга (в порядке понижения уровня):
- подвид (лат. subspecies),
- вариетет (лат. varietas)[6].

Согласно современным положениям зоологической систематики (статья 16 МКЗН), термин «вариетет», предложенный после 1960 года, вообще исключается из зоологической номенклатуры. Описанные ранее (до 1960 года) вариететы и другие внутривидовые ранги после проведения новых таксономических ревизий, как правило, сводятся в синонимы (или, очень редко, признаются в подвидовом статусе).

### Бактериология
В бактериологии также используются два внутривидовых ранга, но они оба имеют одинаковый уровень (являются альтернативными названиями):
- подвид (лат. subspecies),
- вариетет (лат. varietas).

## Качественная характеристика внутривидовых рангов
Подвидом называется географически или экологически обособленная часть вида, организмы которой под влиянием факторов среды в процессе эволюции приобрели устойчивые морфофизиологические особенности, отличающие их от организмов других частей этого вида. В природе организмы, относящиеся к разным подвидам одного вида, могут свободно скрещиваться и давать плодовитое потомство.
Отличия между различными формами, относящимися к одной разновидности, обычно ограничиваются всего одним устойчивым признаком (например, окраской листьев).
При этом следует учитывать, что нет каких-либо точных критериев (определений), по которым организмы могут быть объединены в таксономическую категорию именно данного ранга.

## Научные названия внутривидовых таксонов
Правила образования и применения внутривидовых названий, как и названий таксонов другого ранга, зафиксированы в международных кодексах ботанической и зоологической номенклатуры и сходных с ними кодексов номенклатуры бактерий и вирусов.
Международный кодекс ботанической номенклатуры признаёт пять таксономических категорий рангом ниже вида. Названия внутривидовых таксонов состоят из названия вида, к которому они относятся, следующего за ним слова, обозначающего ранг таксона, и эпитета. Названия подвидов триномиальны, а названия таксонов более низкого ранга могут состоять из большего числа слов, но обычно сокращаются до тринарной формы, если это не приводит к неясности.
| Ранги            | Обозначения  | Примеры                                                                      |
| ---------------- | ------------ | ---------------------------------------------------------------------------- |
| Подвид           | subsp., ssp. | Petasites japonicus subsp. giganteus                                         |
| Разновидность    | var.         | Salix repens subsp. repens var. fusca Empetrum nigrum var. asiaticum         |
| Подразновидность | subvar.      | Lupinus angustifolius var. angustifolius subvar. viridulus Kurl. et Stankev. |
| Форма            | f.           | Lupinus angustifolius var. griseomaculatus f. belorussicus Kurl. et Stankev. |
| Подформа         | subf.        | Citrus aurantium subf. banyu (Hayata) M.Hiroe                                |

Международный кодекс зоологической номенклатуры регламентирует только названия подвидов: эти названия триномиальны (триноминальны или тринарны), то есть состоят из трёх слов — названия вида и третьего слова, называемого в зоологии подвидовым названием. Названия подвидов пишутся в зоологии, в отличие от ботаники, без пояснительного слова, обозначающего ранг таксона. Пример: Canis lupus hallstromi — Новогвинейская поющая собака, один из подвидов волка.
Международный кодекс номенклатуры прокариот, как и Международный кодекс зоологической номенклатуры, регламентирует только названия подвидов. Отличие от названий зоологических подвидов состоит в том, что в бактериологии обычно приводится слово, указывающее на ранг таксона, при этом названия подвид и вариетет являются альтернативными названиями.